# Музеј савремене историје Словеније
Музеј савремене историје Словеније (словен. Muzej novejše zgodovine Slovenije), који се у књижевности на немачком језику назива и Музеј савремене историје Словеније, централни је музеј из области словеначке историје 20. и 21. века. века. Налази се у парку Тиволи у замку Цекин.

## Историја
Државни музеј је наследник Научног института Извршног комитета Ослободилачког фронта Словеније, основан је 1944. године. У Цекинову палату уселио се 1951. године и неколико пута је преименован: 1958. у Музеј народне револуције, а 1994. у Музеј модерне историје. 2001. године добила је садашњу ознаку. Директор музеја је историчар Јоже Дежман.

## Дворац Цекин
Дворац Цекин,  где се налази музеј, је двоспратна каснобарокна вила са централним холом, дуплим степеништем и великом осликаном салом на првом спрату. Првобитно је на овом месту стајало двориште од цигала из 17. века. Око 1750. године гроф Леополд Карл Ламберг дао је изградити данашње барокно двориште.  Посебну улогу међу каснијим власницима палате имала је породица Петра Кослера, који је израдио чувену мапу словеначких земаља и крајева (1863). Унутрашњост зграде реновиран је 1991. године од стране архитекте Јурија Кобеа; узет је у обзир оригинални систем, али пошто је барокни дизајн скоро потпуно уништен, ентеријер је савремен и функционалан. У дворишту је дограђен комуникациони торањ и проширено поткровље.

## Изложба
Музеј приказује експонате из Првог и Другог светског рата, из међуратног периода, из времена социјализма и о настанку нове државе Словеније. Збирке обухватају музејске предмете, архивску и библиотечку грађу, уметничка дела и фотографије.
Стална поставка „Словенци у 20 веку“ представља превратне догађаје, историјске доказе и начин живота од избијања Првог светског рата до словеначког проглашења независности. Новија словеначка историја представљена је у шест тематских области: Први светски рат, Краљевина СХС, разарања Другог светског рата, социјалистичко уређење привреде у бившој заједничкој држави Југославији и словеначко проглашење независности.